# ماركو أوريليو دي أوليفيرا
ماركو أوريليو دي أوليفيرا (بالبرتغالية: Marco Aurélio de Oliveira‏) (مواليد 22 يوليو 1972) المعروف باسم ماركاو (بالبرتغالية: Marcão‏) هو لاعب كرة قدم برازيلي متقاعد كان يجيد اللعب في مركز الوسط المدافع ومساعد مدرب فلومينينسي البرازيلي.

## الإنجازات
- فلومينينسي
  - الدرجة الثالثة (1): 1999
  - بطولة كاريوكا (2): 2002 - 2005